# Woronow
Woronow, ros. Воронов, rosyjskie nazwisko, 121  na liście najpopularniejszych, pochodzi od wyrazu ворон  (kruk). W języku angielskim jako Voronov, Voronoff, Woronoff. Mniej popularne jest nazwisko Woronin.

## Osoby
- Anatolij Woronow
- Nikołaj Woronow